# Der Tod (Tarot)

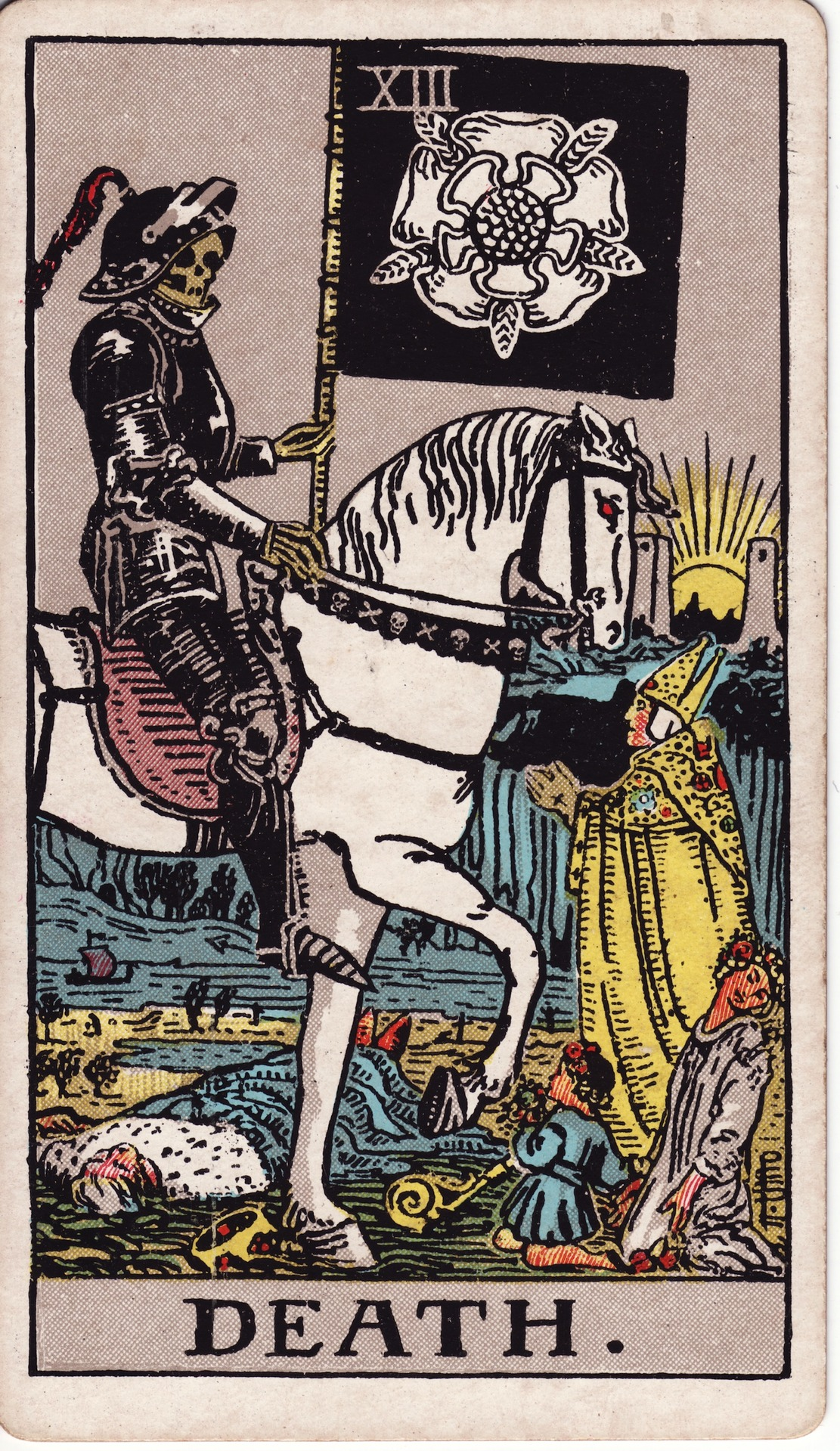
Der Tod, Waite Tarot

Der Tod ist eine der auch große Arkana genannten Trumpfkarten des Tarot.

## Darstellung
Ein Skelett sitzt auf einem weißen Pferd, vor ihm knien verschiedene Menschen, auf dem Boden liegen Körperteile von Toten.

## Deutung
Sie steht symbolisch/archetypisch für einen Wechsel, Abschied respektive ein Ende, nicht jedoch zwingend den Tod. Die Karte muss also nicht unbedingt etwas Negatives bedeuten (Ende unangenehmer Lebenssituationen; jedes Ende impliziert meist einen Neubeginn als logische Folge).
Die Karte bedeutet einen abrupten Wandel, ein freiwilliges oder unfreiwilliges Ende, das Werden und Vergehen oder den leiblichen Tod, in jedem Falle ein unabwendbares und endgültiges Ereignis (Scott Hollander, S. 89).

## Entsprechungen
- das Tierkreiszeichen Skorpion
- der hebräische Buchstabe נ (Nun)